# 虫线磷
虫线磷（或称为治线磷、硫磷嗪）是一种含氮硫代磷酸酯，化学式C8H13N2O3PS，曾用作杀线虫剂
，被美国环境保护局（EPA）列入极度危险物质列表。